# Herman Jan van Aalderen
Herman Jan van Aalderen (Zwolle, 4 oktober 1886 - Bergen-Belsen, 31 mei 1945) was een Nederlands verzetsstrijder tijdens de Tweede Wereldoorlog.
Van Aalderen was chef van het seinwezen bij de Nederlandse Spoorwegen in Zwolle. Hij was sinds de bezetting een fel anti-Duitsgezind man en gebruikte zijn werk om vele illegale daden te verrichten. In 1942 gaf hij tekeningen van het spoornet aan de illegale groep Hamelink en Riedel zodat zij deze konden gebruiken voor aanslagen op het spoor. Een jaar later kwam hij in contact met Lambertus Neher en zette met hem plannen op om het seinsysteem van de spoorwegen te gaan gebruiken voor het opzetten van een geheim telefoonnetwerk voor het verzet.
Op 7 augustus 1944 werd Van Aalderen gearresteerd door de Sicherheitsdienst, die hem het voorwendsel dat er een vergadering zou zijn naar zijn kantoor had laten roepen. Hij werd gevangengezet in Utrecht en later opgesloten in Kamp Vught. Op 6 september 1944 werd hij op transport gesteld naar Sachsenhausen waar hij te werk werd gesteld als dwangarbeider. In januari 1945 werd hij verder getransporteerd naar Bergen-Belsen waar hij eind mei is overleden aan vlektyfus. Zijn lichaam is na de oorlog niet teruggevonden.
Na de oorlog werd Van Aalderen onderscheiden met het Verzetskruis 1940-1945 bij Koninklijk Besluit van 7 mei 1946 voor zijn verzetswerk.
H.J. van Aalderen
· P. van As
· M. Assies
· J.J. Barendsen
· J.A. Beekman
· H.D.J. Beernink
· L.R. Beijnen
· C.J. van den Berg-van der Vlis
· L.A. Bleys
· G. de Boer
· A.A. Bontekoe
· E.J. Bosch ridder van Rosenthal
· D.A. van den Bosch
· I.J. van den Bosch
· J.H. Bosch
· J.C.J. baron Brantsen
· A.L. Charroin
· F.G.M. Conijn
· M. Crans
· R.J. Dam
· F. Datema
· K.H. Derkzen van Angeren
· H. Dienske
· J.L.G. Doornik
· V. Dreyfus
· N. Dupont
· F. Duwaer
· S. Esmeijer
· G.H. Gelder
· J. Gelderman
· W.J. Gertenbach
· E.A. Giran
· O. Giran
· C.H. de Groot
· P.G.S. Guermonprez
· A. Hahn
· W. van Hall
· J.C.H.F. van Hanxleden Houwert
· Th.W.L. baron van Heemstra
· J.J. Hendrikx
· J.L. Hesselberg
· W.J. Heukels
· I. van der Horst
· J. ter Horst
· H.P. Hos
· J.F.H.M. baron van Hövell van Wezeveld en Westerflier
· B. IJzerdraat
· L. Jansen
· A. Kalter
· G.W. Kastein
· A. Keuter
· T.J. Kroeze
· D.M.R.H. Kroon
· H.Th. Kuipers-Rietberg
· A. Meerwaldt
· J.A.A. Mekel
· J.D. van Melle
· D.C.B. Mesritz
· M.-L.C. Meunier
· J.J. Mohr
· J.L. Moonen
· A.C. Nagtegaal
· F. Nieuwenhuijsen
· B. Oosthoek
· J. Oranje
· T. Pannekoek
· J. Post
· A.J. Rozeman
· V.H. Rutgers
· F.R. Ruys
· W. Santema
· J.J. Schaft
· Jhr. J. Schimmelpenninck
· R.L.A. Schoemaker
· G. Schoonman
· W.P. Speelman
· M. van der Stoep
· B.M. Telders
· A.O.H. Tellegen
· O.R. Thomsen
· G. Tieman
· T.W. de Tourton Bruijns
· L.M. Valstar
· G.J. van der Veen
· D. Verloop
· M.A.E. Verspyck
· P.M.R. Versteegh
· C. Vlot
· G. Weidner
· J.H. Westerveld
· H.B. Wiardi Beckman
· J.W. Wildschut
· J.R.E. Wüthrich
· L. Zwanenburg
· Onbekende Joodse soldaat